# Space (EP)
Space es el segundo EP de la banda estadounidense de metalcore, The Devil Wears Prada, que se lanzó el 21 de agosto de 2015 a través del sello discográfico Rise Records. Es el primer lanzamiento del grupo sin el guitarrista Chris Rubey. También es el segundo lanzamiento conceptual de la banda, después del lanzamiento de su EP conceptual Zombie, en el que se embarcaron en una gira de aniversario de cinco años a principios de 2015. Este es el último lanzamiento de The Devil Wears Prada que presenta al baterista original Daniel Williams después de que se fue con la banda en julio de 2016 y su fallecimiento en 2025.

## Lanzamiento
Se lanzó un video musical para la canción «Planet A», que se subió al canal oficial de YouTube de Rise el 20 de agosto de 2015. El EP se lanzó al día siguiente, 21 de agosto de 2015, a través de Rise Records, el primer lanzamiento del grupo en el sello, desde Plagas de 2007. Hranica declaró que la banda se sentía segura de trabajar con el sello nuevamente.

## Lista de canciones
Todas las canciones escritas y compuestas por The Devil Wears Prada, Kyle Sipress y Jonathon Gering (excepto "Supernova", que fue escrita por TDWP, Kyle Sipress, Jonathon Gering y Chris Rubey).. 
| N.º | Título                      | Duración |  |
| 1.  | «Planet A»                  | 4:19     |  |
| 2.  | «Alien»                     | 2:41     |  |
| 3.  | «Moongod»                   | 3:48     |  |
| 4.  | «Celestial Mechanics»       | 1:29     |  |
| 5.  | «Supernova»                 | 2:50     |  |
| 6.  | «An Asteroid Towards Earth» | 4:25     |  |

## Personal
The Devil Wears Prada
- Mike Hranica - voz principal, guitarras adicionales
- Jeremy DePoyster - guitarra rítmica, voz
- Andy Trick – bajo
- Daniel Williams - batería

Músicos adicionales
- Kyle Sipress - guitarra solista
- Jonathon Gering - teclados